# Telegrafi
 "Telegram" omdirigeres hertil. For andre betydninger af Telegram, se Telegram (flertydig).
Telegrafi (af græsk; tele = fjern og grapho = skrive) er instrumenter, der kan overføre en skriftlig meddelelse over længere distancer.
Røg og lys har været brugt til det fra gammel tid. I slutningen af det 18. århundrede blev den optiske telegraf opfundet i Frankrig og taget i brug især i Europa.
I 1837 blev den elektriske telegraf opfundet i to forskellige udformninger uafhængigt af hinanden: Sir Charles Wheatstone og William Fothergill Cooke tog deres system i brug i London, og Samuel Morse udtog patent på sit system i USA. Morsealfabet hører til Morses system og er stadig i brug.
18. august 1858 lykkes det for første gang at morse et telegram fra Amerika til Europa.
I mange lande havde man et offentligt telegrafiselskab, så borgerne kunne kommunikere ved at sende og modtage telegrammer. I Danmark var det Statstelegrafen under P&T Post- & Telegrafvæsenet. Telegrammer kunne bringes ud til private med et telegrambud (oftest stikirenddreng) eller med ved førstkommende postomdeling. Havde man derfor en formodning om hvor modtageren opholdt sig eller indenfor nærmeste fremtid ville opholde sig (arbejdsplads, butik, hotel, bekendtes adresse) kunne man sende korte beskeder hurtigt, på tværs af landsdele og landegrænser og på havet.
Telegrammer var indtil slutningen af 1980'erne den hurtigste og sikreste måde at kommunikere på i mange lande. Lande som Indien havde telegramtjenester så sent som 2013, hvor der ved lukningen stadig var kunder, som sendte 20 telegrammer dagligt.
I Danmark eksisterede Den Danske Statstelegraf, almindeligt omtalt som Statstelegrafen, indtil 1990.
Der eksisterer stadigt tjenester som omdeler hilsner og/eller gaver internationalt , eksempelvis i forbindelse med blomster eller chokolade

## Radiotelegrafi
Lige før det 20. århundrede var teknologien tilstrækkeligt udviklet til at revolutionere telegrafen.
Radio: Guglielmo Marconi afsendte og modtog et radiosignal for første gang i 1895, og fire år senere sendte han signaler over den Engelske Kanal. Nu behøvedes der ikke længere en telegrafledning mellem afsender og modtager; skibe kunne nu have en telegraf om bord. Det viste sig især nyttigt i nødsituationer.

## Telex
For at sænke omkostningerne forsøgte opfindere at automatisere hele processen med at kode, overføre og afkode meddelelserne. Et sådant system kaldet telex blev i 1930'erne brugt i statens kontorer i Tyskland og var en triumf for tysk effektivitet. Samtidigt udviklede Bell laboratorierne deres eget system, TWX (Teletype Wide-area eXchange). Den ASCII-kode, der brugtes i computere i 'gamle dage' med styresystemet DOS, er en variant af koden fra TWX-systemet.